# Tiltil
Tiltil – miasto w Chile, w regionie Region Metropolitalny Santiago, w prowincji Chacabuco.